# 迪爾姆德·奧·德利暗

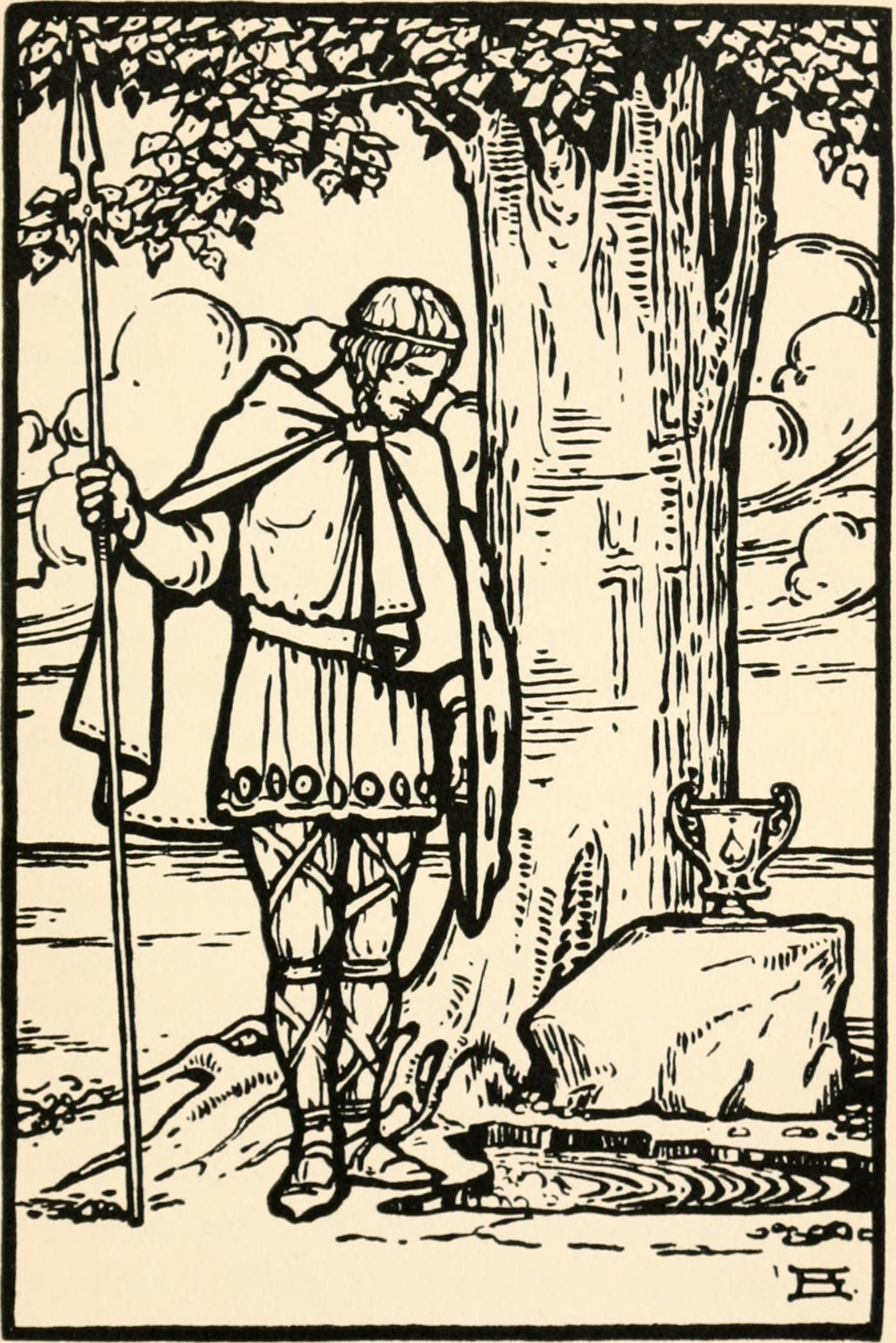
迪尔姆德《黎明英雄》1914年

迪爾穆德·奧·德利暗 （Diarmuid Ua Duibhne (爱尔兰语发音:Diarmid O'Dyna） ，也称“爱之泪痣的迪爾姆德”。他是爱尔兰神话中爱神阿格斯的养子，同时也是大名鼎鼎的费奥纳战士团最著名的成员之一。他是古爱尔兰传说《追捕迪爾姆德与格萝妮娅》中的男主角，费奥纳战士团头领芬馬酷的未婚妻公主格兰尼的真正丈夫。

## 傳說
迪爾姆德的亲生父亲是费奥纳战士团的一名勇士多恩，在很小的时候他就被寄养在了爱与青春之神阿格斯那里。
在一次宴会上，多恩因阿格斯的管家洛克与自己的妻子不轨而怀恨在心，他趁众人不注意杀死了洛克的儿子。悲伤的洛克要求在场的芬馬酷查明真相，当他得知真相后将孩子的尸体变为一只野猪并对多恩年幼的亲生儿子迪爾姆德下一个凶狠的毒咒：迪爾姆德在将来一定会被这头野猪杀死，在那之前他都会受到爱神阿格斯等神祇的庇护。
后来，迪爾姆德成为一名出色的年轻英雄，他曾经在一次战斗中单手杀死九百多名勇士，甚至还拯救过芬馬酷和战团。在一天夜晚打猎时，他和几位同伴在野外遇到一位女子，她是青春的化身。这位女子同他共度良宵之后，她在迪爾姆德的脸上施放一枚有魔力的爱痣，任何女性在注视这颗痣，都会立刻爱上迪爾姆德。
芬馬酷的新娘爱尔兰的公主、康马克王的女儿格兰尼在婚礼上见到迪爾姆德并爱上他。这位年轻的女性对年老的芬馬酷并无什么兴趣，于是格兰尼对迪爾姆德施放一个誓約，强迫迪爾姆德在阿格斯的帮助下与她私奔。
这场著名私奔有十几年之久，传说他们的足迹遍布了整个爱尔兰。在这期间，怒火中烧的芬馬酷派出了许多追杀者去搜捕这对苦命鸳鸯，但每次都被迪爾姆德杀死或击退。阿格斯也尽力去帮助他们两人躲避芬恩的爪牙。
最终，在阿格斯亲自出面调解之后，芬馬酷赦免迪爾姆德。迪爾姆德与格兰尼安顿下来之后，生下五个孩子。数年后，芬馬酷邀请迪爾姆德参加一场野猪狩猎，狩猎地点在本布賓。狩猎过程中，迪爾姆德被一头特别巨大的野猪撞成重伤。芬馬酷本人拥有一种能力，即普通的水若从他的双手中饮取，可以治愈伤口，但是，当他作势捧水给迪爾姆德喝时，他故意令水从手指间漏走。芬馬酷的儿子莪相（Oisín ）与孙子奥斯卡 （Oscar）看不过去，要求芬馬酷公平地对待迪爾姆德，然而太迟了，迪爾姆德死去了。阿格斯将迪爾姆德的尸体带回自己的领地，通过他的法术他可以和迪爾姆德的灵魂对话。
年轻男子，年轻女子与该女子的年长的追求者之间的三角关系是爱尔兰神话中永恒的主题，迪爾姆德与格兰尼的故事即是其中的一个例子。拥有相似主题的故事也存在于其他爱尔兰传说中的人物身上。

## 武器
迪爾姆德的养父与保护者，安格斯將四把武器贈予了他的養子。他們分別為：
原語意為「巨大的憤怒」，海神玛纳诺·麦克·列（Manannán mac Lir）過去赐予安格斯的剑。有著僅憑一次揮砍就能擊倒戰場上的所有敵人的傳說。
原語意為「微小的憤怒」。似乎是有能改善宿命的效果。
原語意為「红色标枪」，同樣為海神玛纳诺·麦克·列（Manannán mac Lir）過去赐予安格斯的武器，有着布满羽轴的枪身。有著可以毀壞掉一切魔法的傳說。
原語意為「黃色矛柄」。有着布满羽轴的枪身，傳說可以造成无法愈合的伤口。

## 逸話
迪爾姆德·奧·德利暗据称是苏格兰氏族坎颇（Campbell）的祖先，坎颇氏的羽冠上有野猪头的纹章，标志着迪爾姆德的死因。
大河之舞（RiverDance） 的前领袖Colin Dunne在一九九九年的爱尔兰舞蹈秀的曲目《在危险之地跳舞》中饰演迪爾姆德。

## 大眾文化
- 日本動畫《Fate/Zero》中的從者Lancer
- 日本手機遊戲《Fate/Grand Order》中，除上述的從者Lancer形態還有其Saber形態
- 手機遊戲 神魔之塔 （页面存档备份，存于） 中的召喚獸不幸的鬼騎士

## 相關書目
- Helmut Birkhan: Kelten. Versuch einer Gesamtdarstellung ihrer Kultur. Verlag der Österreichischen Akademie der Wissenschaften, Wien 1997, ISBN 3-7001-2609-3.
- Myles Dillon, Nora Kershaw Chadwick: Die Kelten. Von der Vorgeschichte bis zum Normanneneinfall. Kindlers Kulturgeschichte, ISBN 3-89340-058-3.
- Ingeborg Clarus: Keltische Mythen. Der Mensch und seine Anderswelt. Walter Verlag 1991, ppb-Ausgabe Patmos Verlag, Düsseldorf, 2000, 2. Auflage, ISBN 3-491-69109-5.